# Ситхеан Реатеа
Ситхеан Реатеа (кхмер. សិទ្ធានរាជា) или Сидхана Раджа — правитель Ангкорской империи (1345—1346).
Полное тронное имя — Брхат Пада Самдач Сдач Раджанкария Брхат Сидханта Раджадхираджа Рамадипати (санскр. Brhat Pada Samdach Sdach Rajankariya Brhat Sidhanta Rajadhiraja Ramadipati).

## Биография
Ситхеан Реатеа родился около 1294 года, был вторым и младшим сыном Неайя Трасака Паэма Чхая. Согласно Королевским хроникам, он сменил взошел на престол после своего брата Ниппеан Бата, правил в течение трех или шести месяцев, прежде чем отречься от трона в пользу своего племянника Лампонг Реатеи. После отречения взял титул «Маха Упаювараджа». Дата его смерти неизвестна.